# Стюарт-Мюррей, Джон, 8-й герцог Атолл
Джон Джордж Стюарт-Мюррей, 8-й герцог Атолл (англ. John Stewart-Murray, 8th Duke of Atholl; 15 декабря 1871 — 16 марта 1942) — шотландский аристократ, военный и политик-юнионист. Он был известен как маркиз Таллибардин с 1871 по 1917 год.

## Ранняя жизнь
Родился 15 декабря 1871 года в замке Блэр, Пертшир. Второй и старший из выживших сыновей Джона Стюарта-Мюррея, 7-го герцога Атолла (1840—1917), и Луизы Монкриф (1844—1902), дочери сэра Томаса Монкрифа, 7-го баронета (1822—1879), и леди Луизы Хэй-Драммонд (? — 1898). Получил образование в Итонском колледже . Он научился говорить по-гэльски раньше английского. В «Working Partnership» его жена, герцогиня Атолл, сообщала, что маркиз Таллибардин и все его братья и сестры были воспитаны на гэльском и «чрезвычайно искусны» в нём. С 1898 по 1904 год он был президентом национального гэльского общества An Comunn Gàidhealach.

## Военная карьера

### Служба в Королевской конной гвардии
Лорд Таллибардин был назначен в Королевскую конную гвардию с чином второго лейтенанта 28 декабря 1892 года, а 30 декабря 1893 года он был произведён в лейтенанты. Он служил в экспедиции Китченера в Судан, воевал в Битва при Хартуме и Битва при Атбаре. Он был награждён Орденом «За выдающиеся заслуги» (DSO) 15 ноября 1898 года и дослужился до чина капитана 20 ноября 1899 года.

### Вторая англо-бурская война
В 1900 году Джон Стюарт-Мюррей служил адъютантом бригадному генералу Берн-Мердока, командующему бригадой кавалерийской дивизии, дислоцированной в Натале. В ноябре 1900 года ему было присвоено звание бревет-майора в Королевской конной гвардии. Лорд Китченер, под началом которого он служил в кампании в Омдурмане, попросил его создать полк шотландцев в Южной Африке под названием «Шотландская лошадь». Полк был быстро сформирован и вскоре поступил на действительную службу в Западном Трансваале. Второй полк шотландской лошади был сформирован из войск, набранных 7-м герцогом Атоллом, и был создан постоянный штаб для снабжения обоих этих полков, во главе с Атоллом, но с подчиненными командующими офицерами, отвечающими за каждый из полков. Этот успех продолжался до тех пор, пока шотландская лошадь не превратилась в целую бригаду к концу Второй англо-бурской войны. В августе 1901 года лорд Таллибардин получил местное звание подполковника в Южной Африке, когда командовал шотландской лошадью . Он упоминается в депешах лорда Китченера от 23 июня 1902 года. После окончания войны в июне 1902 года лорд Таллибардин и большинство солдат шотландской лошади покинули Кейптаун на SS Goth в начале августа и прибыли в Саутгемптон позже в том же месяце.
После своего возвращения в Соединённое Королевство 28 сентября 1902 года он был принят в замке Балморал королем Эдуардом VII, который вручил ему Знак отличия члена (4-го класса) Королевского Викторианского ордена (MVO) за его услуги в Южной Африке. В следующем году он получил звание подполковника армии.

### Первая мировая война
Во время Великой войны герцог Атолл командовал бригадой йоменского полка и брал их на бой спешенными (без лошадей) в Дарданелльской операции против турок. В 1918 году получил звание временного бригадного генерала.

### Дальнейшая служба
Во время Второй мировой войны герцог Атолл, несмотря на то, что ему было семьдесят лет, вступил в ополчение и, как сообщается, по очереди дежурил в Уайтхолле. Он оставался тесно связанным с шотландской лошадью, оставаясь на посту полковника-коменданта до 1919 года и почетным полковником с 1920 до своей смерти в 1942 году. Он сыграл ключевую роль в создании Шотландского национального военного мемориала в Эдинбургском замке после Первой мировой войны. и его документы, относящиеся к этому, хранятся в Национальной библиотеке Шотландии.

## Политическая карьера

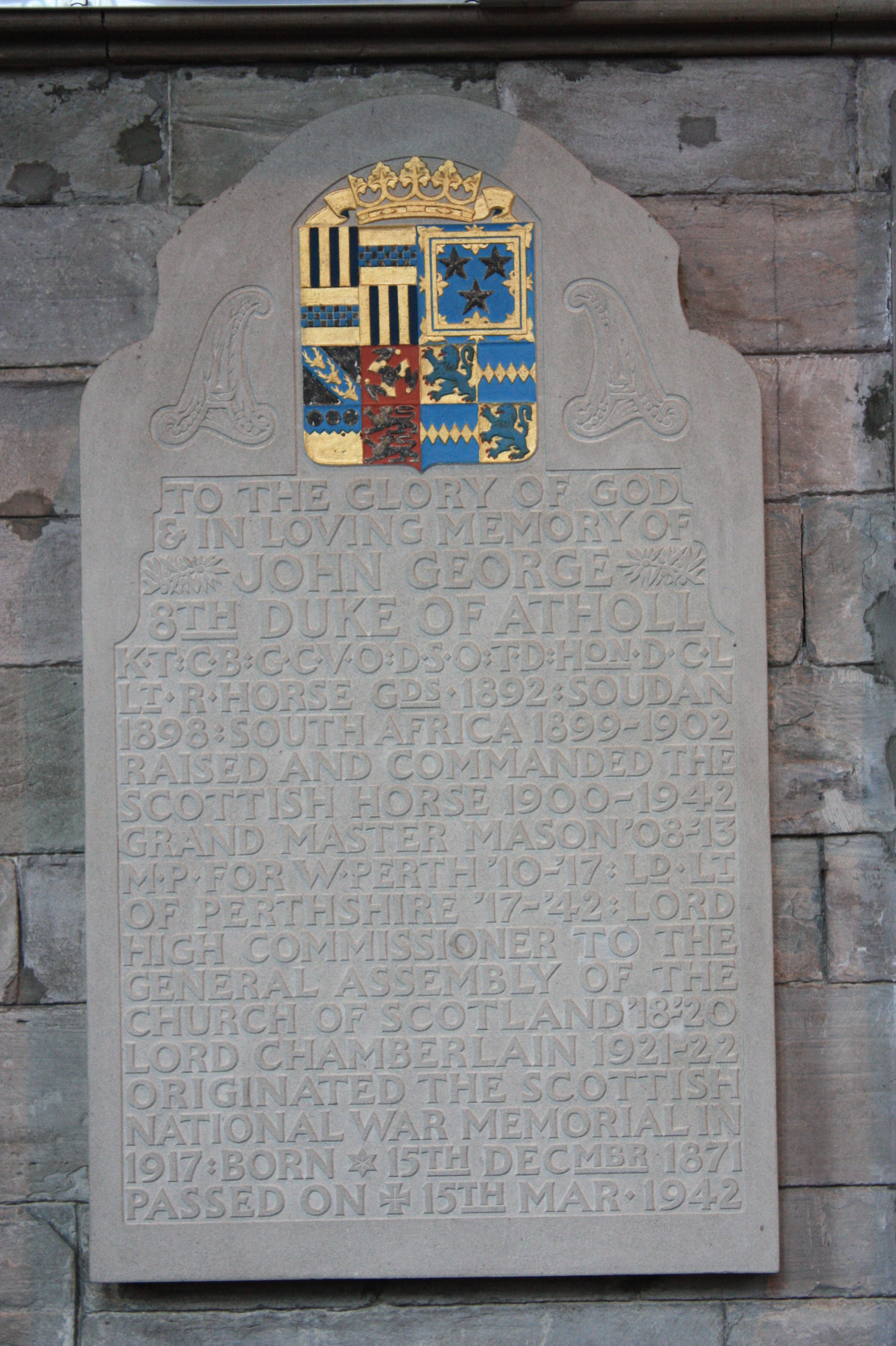
Мемориальная плита Джона Джорджа Стюарта-Мюррея, 8-го герцога Атолла, Данкелдский собор

Как маркиз Таллибардин, герцог Атолл был избран членом парламента Западного Пертшира на всеобщих выборах в январе 1910 года и служил в Палате общин до 1917 года, когда он сменил своего отца и занял свое место в Палате лордов как 8-й герцог Атолл. В 1918 году он стал рыцарем Ордена Чертополоха, а затем до 1920 года служил лордом-верховным комиссаром Генеральной Ассамблеи Церкви Шотландии. В ноябре 1921 года он был приведен к присяге в Тайном совете и назначен лордом-камергером премьер-министром Дэвидом Ллойд Джорджем, этот пост он занимал до падения коалиционного правительства в октябре следующего года.
Помимо своей военной и политической карьеры герцог Атолл служил Великим Магистром Шотландских масонов с 1908 по 1913 год и адъютантом короля Георга V с 1920 по 1931 год. Ему была предоставлена свобода города Эдинбурга. Согласно автобиографии его жены «Рабочее партнерство» (1958), герцог Атолл считался возможным претендентом на корону Албании после случайной встречи с делегацией во Флоренции, которая была впечатлена его личностью.

## Лотерея
В 1932 году герцог Атолл привлек внимание всей страны, когда он запустил лотерею, пытаясь помешать тому, чтобы деньги уходили за границу в лотерею больниц Свободного государства Ирландии. Деньги, собранные этой схемой, были переданы британским благотворительным организациям, в основном больницам, но в 1933 году он был привлечен к ответственности директором государственного обвинения сэром Эдвардом Хейлом Тиндалом Аткинсоном за организацию незаконной лотереи. Несмотря на это, лотереи Атолла вызывали восхищение у многих британцев и считали их патриотическими.

## Семейная жизнь

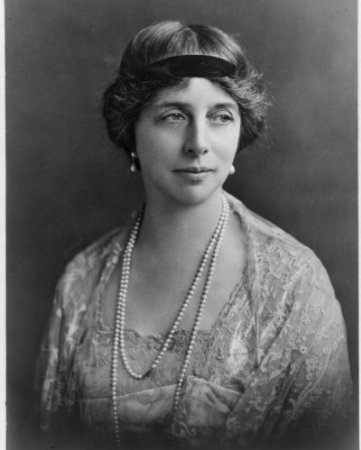
Кэтрин Стюарт-Мюррей, герцогиня Атолл (1874—1960)

20 июля 1899 года в церкви Святой Маргариты в Вестминстере Джон Стюарт-Мюррей, носивший титул маркиза Таллибардина, женился на Кэтрин Рамзи (6 ноября 1874 — 21 октября 1960), дочери сэра Джеймса Рамзи, 10-го баронета (1832—1925, и Шарлотта Фаннинг Стюарт (? — 1904). Его жена сделала политическую карьеру в местном правительстве, в Палате общин и в качестве государственного министра. Детей у них не было.
Джон Стюарт-Мюррей, 8-й герцог Атолл, скончался 16 марта 1942 года в возрасте 70 лет, и ему наследовал его младший брат, лорд Джеймс Стюарт-Мюррей (1879—1957). Его вдова, Кэтрин, герцогиня Атолл, умерла в октябре 1960 года в возрасте 85 лет.

## Титулатура
- 8-й герцог Атолл (с 20 января 1917)
- 9-й маркиз Атолл (с 20 января 1917)
- 8-й маркиз Таллибардин, Пертшир (с 20 января 1917)
- 11-й граф Таллибардин (с 20 января 1917)
- 10-й граф Атолл (с 20 января 1917)
- 8-й граф Страттей и Стратхардл, Пертшир (с 20 января 1917)
- 9-й виконт Балкухиддер (с 20 января 1917)
- 8-й виконт Балкухиддер, Глеалмонд и Гленлайон, Пертшир (с 20 января 1917)
- 13-й лорд Мюррей из Таллибардина (с 20 января 1917)
- 11-й лорд Мюррей, Гаск и Балкухиддер (с 20 января 1917)
- 8-й лорд Мюррей, Балвени и Гаск (с 20 января 1917)
- 4-й барон Гленлайон из Гленлайона, Пертшир (с 20 января 1917).
- 5-й барон Мюррей из Стэнли, Глостершир (с 20 января 1917)
- 7 лорд Перси (с 20 января 1917)
- 13-й лорд Стрейндж (с 20 января 1917)
- 8-й граф Стрейндж, Пертшир (с 20 января 1917)